# Jazernica
Jazernica je obec na Slovensku v okrese Turčianske Teplice. Žije v ní 355 obyvatel.

## Historie
První písemná zmínka o vesnici pochází z roku 1361.

## Přírodní poměry
Obec leží v nadmořské výšce 449 metrů a její katastrální území měří 2,921 km². V katastrálním území obce leží chráněný areál Jazernické jazierko.

## Pamětihodnosti
- Římskokatolický kostel svaté Barbory z 15. století
- Kurie z 16.–17. století